# Smedjevik
Smedjevik este o arie protejată (arie specială de conservare — SAC, sit de importanță comunitară — SCI, arie de protecție specială avifaunistică — SPA) din Suedia întinsă pe o suprafață de 211,5 ha, integral pe uscat.

## Localizare
Centrul sitului Smedjevik este situat la coordonatele 56°53′16″N 15°52′11″E / 56.8878°N 15.8698°E.

## Înființare
Situl Smedjevik a fost declarat sit de importanță comunitară în ianuarie 2002 pentru a proteja 6 specii de animale. Alte tipuri de protecție:
- arie de protecție specială avifaunistică (în ianuarie 2002)[2]
- arie specială de conservare (în martie 2011)[1][3][4]

## Biodiversitate
Situată în ecoregiunea boreală, aria protejată conține 3 habitate naturale: Taiga vestică, Păduri caducifoliate de mlaștină fino-scandinave, Mlaștini turboase de tranziție și turbării mișcătoare.
La baza desemnării sitului se află mai multe specii protejate de  păsări (6): ciocănitoare neagră (Dryocopus martius), cufundar polar (Gavia arctica), cufundar mare (Gavia immer), cocor (Grus grus), vultur pescar (Pandion haliaetus),  cocoș de munte (Tetrao urogallus).